# Krinitsa (Gelendzhik, Krasnodar)
Krinitsa (del ruso: Криница) es un seló del ókrug urbano de Gelendzhik del krai de Krasnodar, en el sur de Rusia. Está situado en el lugar donde desemboca el río Pshada en la orilla nororiental del mar Negro, 32 km al sudeste de Gelendzhik y 87 km al suroeste de Krasnodar. Tenía 279 habitantes en 2010.
Pertenece al municipio Pshadski.

## Historia
La localidad fue fundada en 1886 como comunidad de miembros del partido Naródnaya Volia, intelectuales tolstoyanos. La comunidad existió como tal hasta 1920.

## Economía
Las principales empresas de la localidad son el centro turístico Komunarskaya, el campamento deportivo Krinitsa y el campamento Kubán.